# 镦头器
镦头器是专门用于预应力工程施工的機械設備，可用于各预制厂的先张法制品工艺，还可用于各种后张法预应力施工中高强钢丝束的镦头工作。镦头器体积小、重量轻、结构合理、操作、维修方便，质量稳定可靠，设计合理，应用广泛，维修方便。

## 工作原理
将镦头器与油泵联接，操作油泵，油液进入缸内，推动活塞，使夹紧夹片将钢丝夹紧。当达到一定压力后，顺序阀中单向阀打开，油液进入夹紧活塞的内腔，推动镦头活塞对钢丝进行镦头；到达额定压力时卸荷。
在回程弹簧作用下各零件自动复位，完成镦头工作。

## 技术性能
|              | LD10-4、5、6、7 | LD20-8、9 |
| ------------ | --------------- | --------- |
| 额定油压     | 35MPa           | 45MPa     |
| 镦头力       | 83KN            | 199KN     |
| 镦头活塞行程 | 6mm             | 12mm      |
| 夹紧活塞行程 | 12mm            | 20mm      |

## 注意事项
- 下料后钢丝端面应与母材垂直，以免镦头歪斜与尺寸不足。
- 镦头时钢丝居中送入镦头器，以免镦头夹紧夹片损坏。
- 镦头时，钢丝送入至镦头模底部，以防镦头过小、偏余与裂缝。
- 镦头油压，一般不易超过45MPa，可根据钢丝强度级别经实验后确定。既保证镦头质量，又不使油压过高。
- 由于该机具体积小、升压快，应将油泵压力安全阀调整到所需压力，以免突然升压损坏机件。
- 镦头尺寸偏小，允许二次镦头。
- 镦头器零件保持清洁，定时拆洗。重装时，注意夹片与锚环锥形接触面涂上石蜡，或其他油质。